# Robert Trewhella
Robert Trewhella o Trewella (italianizzato negli atti in Cav. Roberto Trewhella o anche Roberto Trivella.; Ludgvan, 1830 – Catania, 6 febbraio 1909) è stato un ingegnere ed appaltatore inglese, specializzato in costruzioni ferroviarie ed uno dei principali esercenti minerari in Sicilia orientale nella seconda metà del XIX secolo.

## Biografia
Robert nacque nel villaggio di Ludgvan, in Cornovaglia, probabilmente nella stessa famiglia Trewhella nota per il materiale rotabile. Studiò ingegneria civile e lavorò con il celebre ingegnere Isambard Kingdom Brunel. Secondo alcuni sembra sia giunto a Catania nel 1860 al seguito (o su invito) di Giuseppe Garibaldi, interessato da subito alle costruzioni ferroviarie nell'isola. Nello stesso periodo giunsero in Sicilia altri imprenditori e industriali inglesi. In particolare, il Trewhella fu interessato inizialmente alla estrazione dello zolfo (vedi Zolfo di Sicilia). Nello specifico si occupò, in alcuni casi di acquisire, in altri di gestire dietro gabella diverse miniere, sia nell'interno della Sicilia orientale, oggi Provincia di Enna che nel bacino di Lercara, tra il "nisseno" e il "palermitano". Impiantò varie raffinerie di zolfo e fabbriche di solfuro di carbonio e derivati, la cui più nota fu l'Insulare, nelle aree costiere catanesi della Plaia e dell'Ognina. Di queste sopravvivono le strutture e le ciminiere. L'attività industriale del Trewhella fu vasta e complessa: oltre lo zolfo e la ferrovia, egli fu armatore, intermediario finanziario, proprietario di vasti agrumeti nella Piana di Catania e acquisì o gestì grandi alberghi tra cui l'Excelsior di Palermo. Costruì la Villa Sant'Andrea (terminata dal figlio Percy, ed oggi albergo prestigioso) a Mazzarò (Taormina) 
Nel settore ferroviario le sue maggiori partecipazioni riguardarono la realizzazione di varie opere: tramite la Società Siciliana di Lavori pubblici, da lui stesso fondata, e con i finanziamenti della Caisse de subventions et annuites Gouvernemenales, Provinciales et Comunales di Bruxelles costruì la Ferrovia Circumetnea; e su mandato della  Narrow Gauge Railway Company of Sicily Ltd. (1882) di Londra, la Ferrovia Palermo-Corleone;. Realizzò, in subappalto, la tratta Leonforte-Villarosa dell'importante direttrice Catania-Palermo ed altre linee d'interesse prettamente "minerario"  fra cui una tranvia tra i Magazzini Cuticchi, la stazione di Raddusa Scalo e le sue miniere di zolfo di Sant'Agostino (nei pressi dell'attuale stazione di Dittaino).
L'attività di appaltatore ferroviario di Trewhella fu spesso al centro di proteste e ricorsi, specie per la realizzazione della Ferrovia Palermo-Corleone dove per consegnare nei termini contrattuali la linea ferrata ed evitare la mora eseguì una serie di lavori arbitrariamente; il successivo ricorso si prolungò per ben due decenni e dopo il suo decesso proseguì in capo agli eredi. Anche nel caso della costruzione della Ferrovia Circumetnea e della costruzione della tranvia di Sant'Agostino ebbe contestazioni e vertenze; nel primo caso per la scelta dei tracciati e spesso per aver iniziato i lavori ancor prima di aver ottenute le autorizzazioni (come nel caso del ponte sul fiume Dittaino). Ciò era dovuto peraltro alla sua mentalità inglese che mal sopportava le lungaggini burocratiche e le continue variazioni dei progetti a causa delle interferenze dei vari politici dietro pressioni del loro elettorato. Il 4 maggio 1903 130 zolfatai della miniera Stretto Giordano, retta dietro gabella da Robert Trewhella, entrarono in agitazione per ottenere un miglioramento delle loro condizioni. Il 18 maggio venne raggiunto un accordo ma per pochi giorni dato che Trewhella e gli altri esercenti non rispettarono gli accordi ed il braccio di ferro continuò sino al 10 luglio quando i minatori rientrarono al lavoro.
Trewhella fu attento a necessità trascurate dallo Stato: nel grande complesso minerario di Grottacalda impiantò a sue spese una scuola elementare serale
Trewhella, componente della piccola comunità valdese d'allora a Catania, visse il suo periodo siciliano nella centralissima via Garibaldi del capoluogo etneo, dove è ancora oggi esistente al civico 97, segnalato ai turisti, il «palazzo Trewhella». Nella sua stanza di viale Regina Margherita, cessò di vivere il 6 febbraio del 1909.
Ebbe due figli maschi: Alfred Percy e Charles e due femmine, Beatrice Elford e 
Adele Carnazza ambedue citate nel suo testamento.